# Roosevelt Vilela
Roosevelt Vilela Pires (Goiânia, 12 de novembro de 1974) é um bombeiro militar e político brasileiro. Integra a Câmara Legislativa do Distrito Federal desde 2019, durante sua oitava legislatura.

## Biografia
Vilela foi morar em Brasília ainda na infância, em 1981. Bacharel em direito, se tornou bombeiro militar em 1993, vinculado ao Corpo de Bombeiros Militar do Distrito Federal. Chegou ao posto de subtenente e mais tarde passou para a reserva.
Em 2010, Vilela concorreu a uma vaga na Câmara Legislativa, pelo Partido Social Liberal (PSL). Com 3.422 votos, correspondentes a 0,24% dos votos válidos, não foi eleito. No pleito seguinte, disputou novamente o mesmo cargo, pelo Partido Socialista Brasileiro (PSB). Nesta eleição, recebeu 8.957 votos, ou 0,59%, alcançando a suplência.
Em 2016, Vilela foi designado pelo governador Rodrigo Rollemberg como secretário-adjunto da Secretaria das Cidades. De 2016 a 2017, foi deputado distrital, na condição de suplente de Joe Valle, que se licenciou. Em 2017, foi nomeado administrador das regiões administrativas de Candangolândia, Núcleo Bandeirante e Park Way. Permaneceu neste cargo até abril de 2018.
Vilela foi eleito deputado distrital na eleição de 2018, com 12.257 votos, ou 0,83% dos votos válidos. Foi o décimo oitavo candidato mais votado para o cargo naquela eleição. Na oitava legislatura, foi escolhido por seus pares como da Comissão de Segurança (CS).
Em 2019, Vilela propôs que policiais militares e bombeiros utilizassem o serviço público, de forma gratuita, se estivessem de farda. Em 2020, Vilela propôs o estabelecimento da carteira estudantil digital.
Em março de 2022, deixou o PSB e se filiou ao Partido Liberal (PL).